# Scymnus ferrugatus
Scymnus ferrugatus es una especie de escarabajo del género Scymnus, familia Coccinellidae. Fue descrita científicamente por Moll en 1785.
Se distribuye por Francia, Alemania, Corea, Austria, Polonia, Finlandia, Estonia, Rusia, Bélgica, Luxemburgo, Países Bajos, Chequia, Italia, Lituania, Letonia y Eslovenia. Mide 2,5-3 milímetros de longitud. Vive en prados y arbustos.

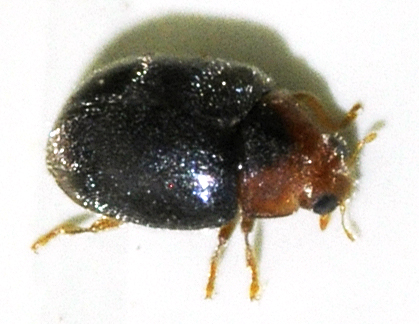
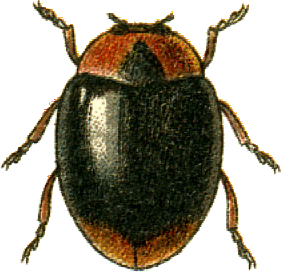
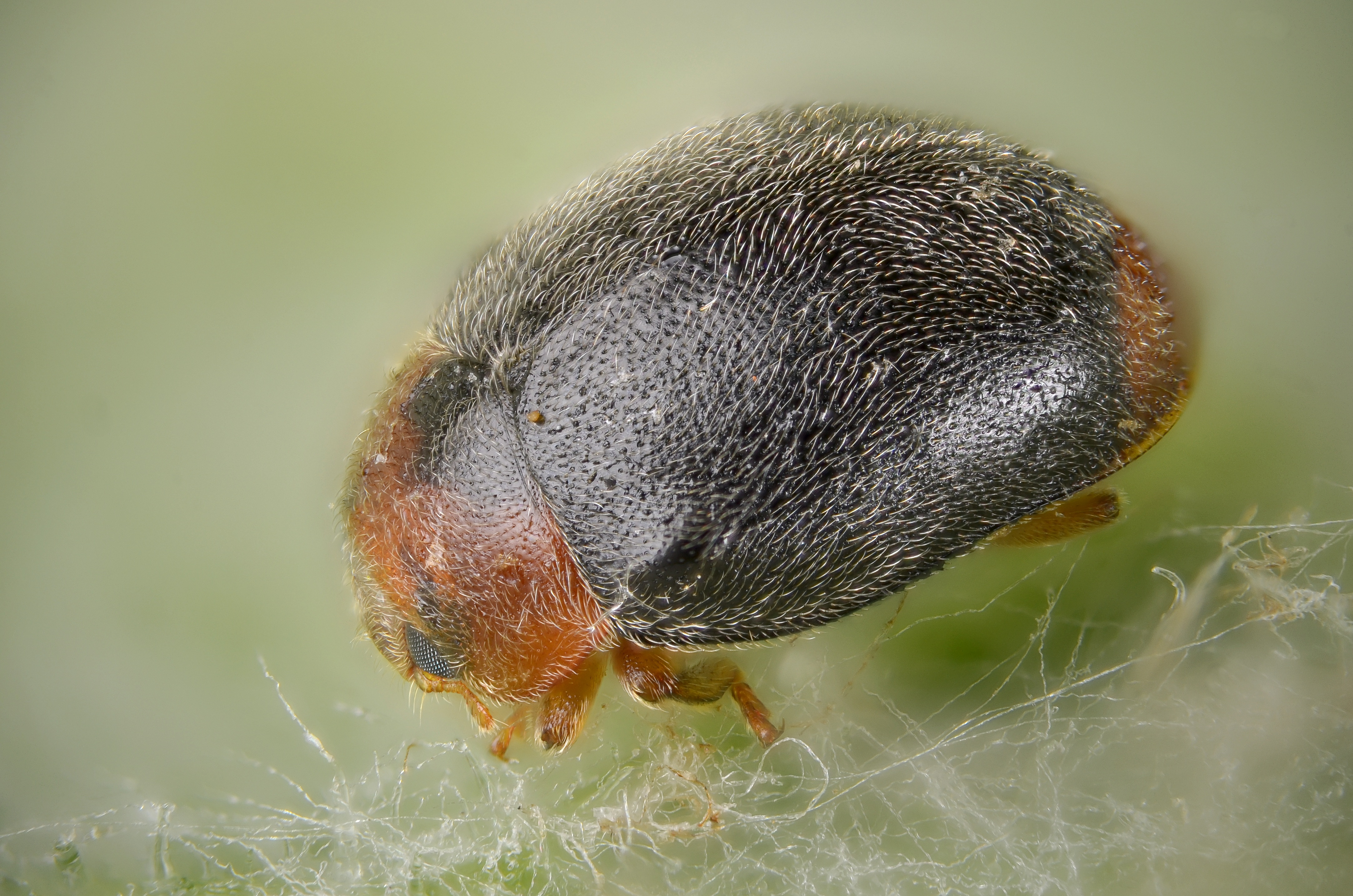
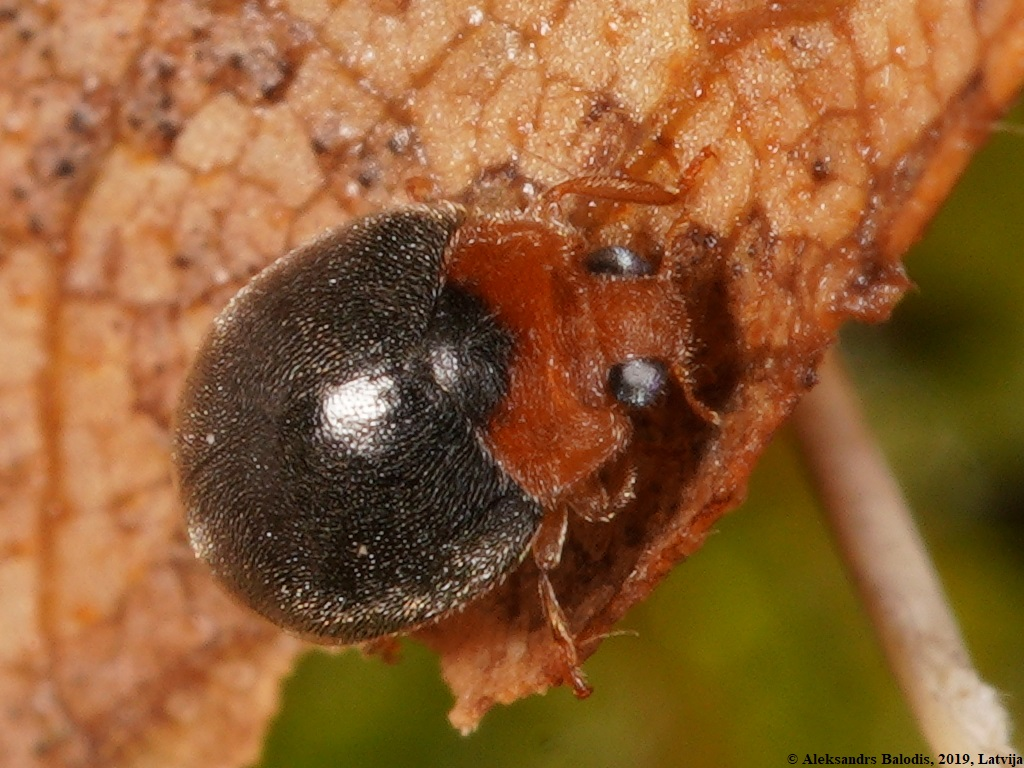